# Celso José Pinto da Silva
Celso José Pinto da Silva (ur. 29 października 1933 w Rio de Janeiro, zm. 28 września 2018 w Teresine) – brazylijski duchowny katolicki, arcybiskup metropolita Teresiny w latach 2001–2008.

## Życiorys
Studiował filozofię w seminarium archidiecezji Rio de Janeiro (1951–1955). W latach 1955–1959 studiował teologię na Papieskim Uniwersytecie Gregoriańskim w Rzymie.
Święcenia kapłańskie przyjął 14 marca 1959. Był m.in. profesorem i ojcem duchownym seminarium duchownego w Rio de Janeiro (1960–1966) oraz wikariuszem biskupim dla Wikariatu Wschodniego archidiecezji.

## Episkopat
6 marca 1978 został mianowany przez papieża Pawła VI biskupem pomocniczym archidiecezji São Sebastião do Rio de Janeiro ze stolicą tytularną Urusi. Sakry biskupiej udzielił mu 1 maja tegoż roku ówczesny ordynariusz tejże archidiecezji, kard. Eugênio de Araújo Sales.
4 lipca 1981 papież Jan Paweł II mianował go biskupem diecezji Vitória da Conquista.
21 lutego 2001 został mianowany arcybiskupem metropolitą Teresiny. Urząd objął 1 maja tegoż roku. 3 września 2008 przeszedł na emeryturę.
Zmarł 28 września 2018 w Teresine.